# Ebisu

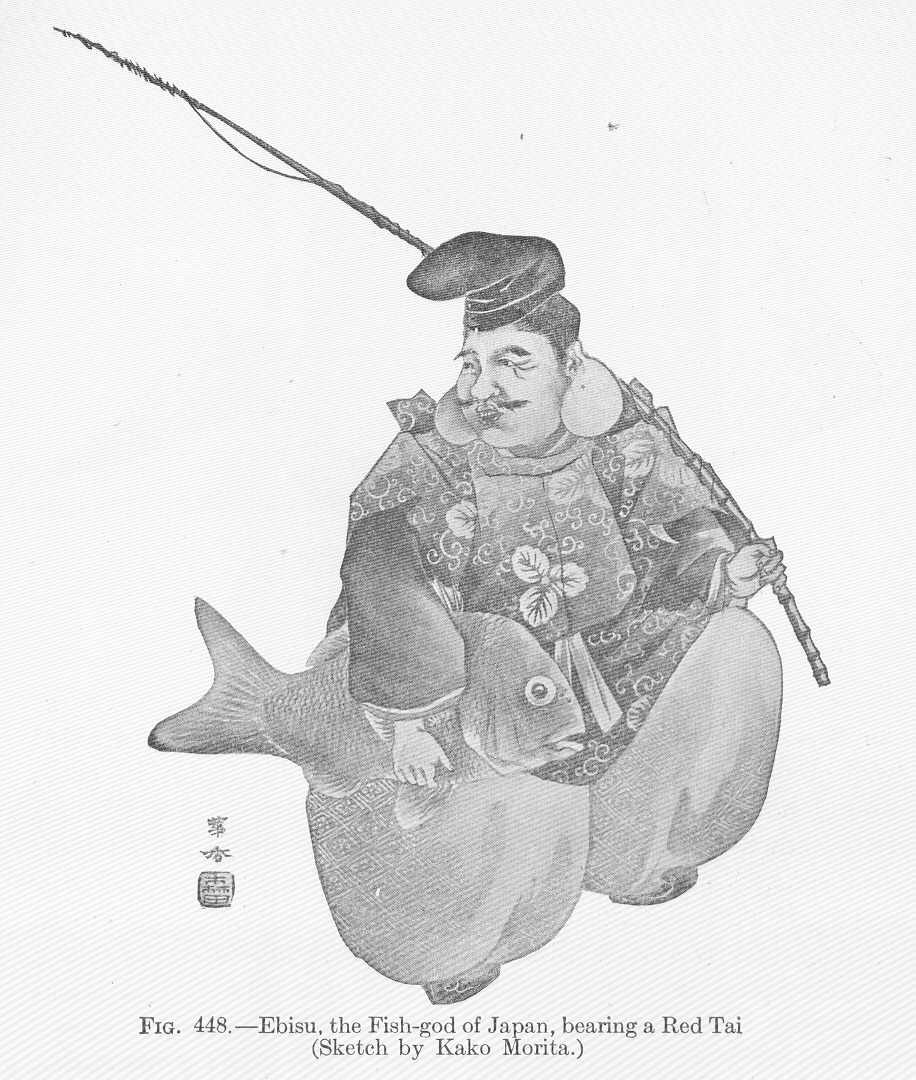
Ebisu, der Fisch-Gott Japans, mit einem roten Tai

Ebisu (japanisch 恵比須／夷／戎／恵比寿／蛭子／えびす oder ゑびす) ist der Name einer shintoistischen Gottheit Japans. Er ist einer der Sieben Glücksgötter, einer der Kami der Fischer und des Glücks und wird deswegen häufig als Bärtiger mit Angelrute und einer Meerbrasse (Tai) dargestellt. Alles, was irgendwie außergewöhnlich anmutet, was vom Meer angespült wird (Muscheln, Steine etc.), wird als besonderes Geschenk von Ebisu gedeutet und entsprechend geehrt.
Er wird gleichgesetzt mit Hiruko (蛭子), dem „Blutegel-Kind“ von Izanagi und Izanami, und Kotoshironushi (事代主), dem Kind von Ōkuninushi und Kamuyatatehime (神屋楯比売).

## Hiruko
Als erstgeborener Sohn des Götterpaares Izanami und Izanagi wurde Ebisu unter dem vollen Namen Hiruko no mikoto „Blutegelkind aus der kaiserlichen Stammlinie“ verkrüppelt geboren. Aufgrund dieser Missbildung (die Beschreibungen gehen von einer einfachen Gehbehinderung bis zur Erzählung, dass er ganz ohne Knochen geboren wurde) setzten ihn seine Eltern in einem Boot am Ufer der Insel Awaji aus.
Am Ufer des Dorfes Nishi no miya wurde er wieder an Land gespült, weswegen noch heute dort sein Hauptschrein steht.

## Gruppenzugehörigkeit
Ebisu gehört
- zu den Shichi Fukujin (Sieben Kami des Glücks).
- zu den San Fukujin, den drei Göttern der Glückseligkeit (gemeinsam mit Daikokuten und Fukurokuju).[2]